# Vũ Thị Hằng
Vũ Thị Hằng (25 de mayo de 1992), es una luchadora vietnamita de lucha libre. Compitió en dos campeonatos mundiales, logró la 23.ª posición en 2013. Ganó dos medallas en Campeonatos Asiáticos, de plata en 2013. 